# Whitby Town F.C.

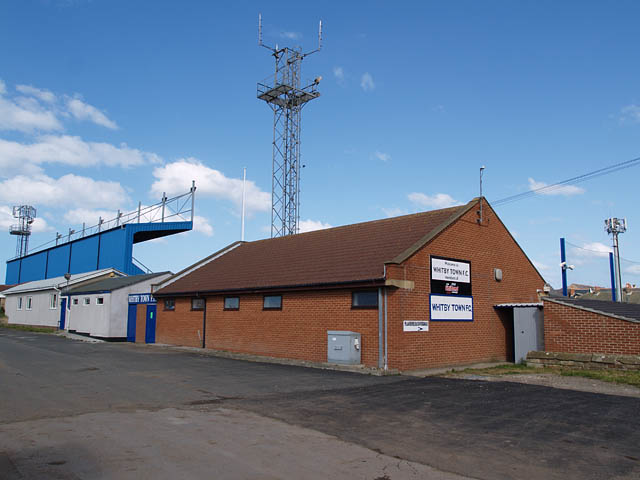
Turnbull Ground, sân nhà của câu lạc bộ

Whitby Town FC là một câu lạc bộ bóng đá có trụ sở tại Whitby, Bắc Yorkshire, Anh. Đội bóng hiện thi đấu tại Northern Premier League và có sân nhà ở Turnbull Ground.

## Danh hiệu
- Northern Premier League First Division
  - Vô địch: 1997–98
- Northern League / Northern League Division One
  - Vô địch: 1992–93, 1996–97
  - Á quân: 1927–28, 1933–34, 1967–68, 1981–82, 1982–83
- Northern League Cup
  - Vô địch: 1928–29, 1963–64, 1969–70, 1976–77, 1984–85, 1995–96
  - Á quân: 1931–32, 1982–83, 1989–90, 1994–95
- FA Amateur Cup
  - Á quân: 1964–65
- FA Vase
  - Vô địch: 1996–97
- FA Trophy
  - Tứ kết: 1983–84, 1998–99
- North Riding Senior Cup
  - Vô địch: 1964–65, 1967–68, 1982–83, 1989–90, 2004–05, 2016–17
  - Á quân: 1928–29, 1938–39, 1958–59, 1966–67, 1975–76, 1985–86, 1998–99, 2001–02
- Scarborough & East Riding County Cup
  - Vô địch – 1886–87: 1889–90
  - Á quân – 1887–88; 1888–89
- Rothmans National & Overseas Cups
  - Vô địch: 1975–76, 1977–78